# 袁克權
袁克權（1898年—1941年），字规庵，号百衲，是袁世凯朝鲜族二姨太李氏所生，为袁第五子。稱帝时，袁世凯曾让他和长子袁克定、次子袁克文同穿太子服，将其视为候选接班人。1913年，他和兄弟袁克桓、袁克齐一起跟随严修出游欧洲各国，就读于英国齐顿汉姆公学一年。
袁克權一生未纳妾，娶端方之女为妻，育有四男四女，分别是子家诩、家说、家誉、家諲；女家训、家诜、家諿、家诒。1941年袁克權病逝，时年仅45岁。著有《百衲詩集》（甲寅至乙卯）、
《偶權館詩集》（乙卯至丙辰）、《苫廬詩集》（丙辰年間）、《弄潮館詩集》（丙辰至丁巳）、《百衲詩存》（丙辰至戊午）、《懺昔樓詩存》（戊午至庚申）等六种诗集。